# Nederland op de Olympische Jeugdwinterspelen 2012
Nederland was een van de landen die deelnam aan de Olympische Jeugdwinterspelen 2012 in Innsbruck, Oostenrijk.

## Medailleoverzicht
| Sport       | Olympiër                            | Onderdeel                 | Medaille |
| ----------- | ----------------------------------- | ------------------------- | -------- |
| Bobsleeën   | Marije van Huigenbosch Sanne Dekker | tweemansbob (v)           | Goud     |
| IJshockey   | Julie Zwarthoed                     | vaardigheidswedstrijd (v) | Goud     |
| Schaatsen   | Sanneke de Neeling                  | 3000 m (v)                | Goud     |
| Schaatsen   | Sanneke de Neeling                  | massastart (v)            | Goud     |
| Schaatsen   | Sanneke de Neeling                  | 1500 m (v)                | Zilver   |
| Alpineskiën | Adriana Jelínková                   | supercombinatie (v)       | Brons    |
| Bobsleeën   | Kimberley Bos Mandy Groot           | tweemansbob (v)           | Brons    |

## Deelnemers en resultaten
(m) = mannen, (v) = vrouwen 

### Alpineskiën
| Olympiër          | Onderdeel           | Resultaat | Prestatie                        |
| ----------------- | ------------------- | --------- | -------------------------------- |
| Adriana Jelínková | super g (v)         | 13e       | 1.07,22 (+1,44)                  |
| Adriana Jelínková | supercombinatie (v) | Brons     | 1.42,21 (+1,39) (1.05,54, 36,67) |
| Adriana Jelínková | reuzenslalom (v)    | 6e        | 1.56,97 (+0,84) (58,34, 58,63)   |
| Adriana Jelínková | slalom (v)          | -         | - (-) (DNF, -)                   |

### Bobsleeën
| Olympiër                            | Onderdeel       | Resultaat | Prestatie                       |
| ----------------------------------- | --------------- | --------- | ------------------------------- |
| Marije van Huigenbosch Sanne Dekker | tweemansbob (v) | Goud      | 1.51,62 [56,04 (2) + 55,58 (1)] |
| Kimberley Bos Mandy Groot           | tweemansbob (v) | Brons     | 1.52.15 [55,95 (1) + 56,20 (4)] |

### IJshockey
| Olympiër        | Onderdeel                 | Resultaat | Prestatie                                |
| --------------- | ------------------------- | --------- | ---------------------------------------- |
| Guus Simons     | vaardigheidswedstrijd (m) | 8e        | 12 punten (kwalificatie: 6e (14 punten)) |
|                 |                           |           |                                          |
| Julie Zwarthoed | vaardigheidswedstrijd (v) | Goud      | 22 punten (kwalificatie: 1e (35 punten)) |

### Schaatsen
| Olympiër           | Onderdeel      | Resultaat | Prestatie                     |
| ------------------ | -------------- | --------- | ----------------------------- |
| Bastijn Boele      | 1500m (m)      | 5e        | 2.02,28 (+ 8,08)              |
| Bastijn Boele      | 3000m (m)      | 8e        | 4.21,02 (+ 17,08)             |
| Bastijn Boele      | massastart (m) | 10e       | 7.14,69 (+ 4,46)              |
| Peter Lenderink    | 1500m (m)      | 11e       | 2.04,04 (+ 9,84)              |
| Peter Lenderink    | 3000m (m)      | 4e        | 4.14,93 (+ 11,71)             |
| Peter Lenderink    | massastart (m) | 21e       | 8.21,82 (+ 1.11,59)           |
|                    |                |           |                               |
| Sanneke de Neeling | 1500m (v)      | Zilver    | 2.09,54 (+ 1,37)              |
| Sanneke de Neeling | 3000m (v)      | Goud      | 4.37,33                       |
| Sanneke de Neeling | massastart (v) | Goud      | 6.01,06                       |
| Suzanne Schulting  | 500m (v)       | 4e        | 87,72 (+6,04) (43,95 + 43,76) |
| Suzanne Schulting  | 1500m (v)      | 16e       | 2.25,78 (+ 17,61)             |
| Suzanne Schulting  | massastart (v) | 26e       | 2 ronden                      |

### Schansspringen
| Olympiër             | Onderdeel       | Resultaat | Prestatie                     |
| -------------------- | --------------- | --------- | ----------------------------- |
| Oldrik van der Aalst | individueel (m) | 11e       | 215,2 ptn. (65,5 m en 68,5 m) |

### Shorttrack
| Olympiër                                                              | Onderdeel                | Resultaat | Prestatie                                            |
| --------------------------------------------------------------------- | ------------------------ | --------- | ---------------------------------------------------- |
| Josse Antonissen                                                      | 500 m (m)                | 07e       | F (B): 47,314, HF (A/B1): 1.00,507 KF (2): 48,738    |
| Josse Antonissen                                                      | 1000 m (m)               | 16e       | KF (3): niet gefinisht                               |
|                                                                       |                          |           |                                                      |
| Aafke Soet                                                            | 500 m (v)                | 06e       | F (B): 48,362 HF (A/B2): 46,980 KF (2): 47,770       |
| Aafke Soet                                                            | 1000 m (v)               | 12e       | F (D): 1.40,885 HF (C/D2): 1.45,165 KF (2): 1.38,302 |
|                                                                       |                          |           |                                                      |
| Team E Josse Antonissen USA Sarah Warren JPN Kei Sato TPE Yu-Tzu Lin  | gemengde landenestafette | 06e       | F (B) 4.30,383 HF (2): 4.36,208                      |
| Team H Aafke Soet RUS Anna Gamorina KOR Lim Hyo-jun CZE Michal Prokop | gemengde landenestafette | 07e       | F (A): - HF (1): 4.26,027                            |

### Skeleton
| Olympiër        | Onderdeel | Resultaat | Prestatie |
| --------------- | --------- | --------- | --------- |
| Astrid Ekelmans | meisjes   | 13e       | 1.01,68   |

### Snowboarden
| Olympiër         | Onderdeel      | Resultaat | Prestatie                                                            |
| ---------------- | -------------- | --------- | -------------------------------------------------------------------- |
| Jesse Augustinus | slopestyle (m) | 18e       | Finale: 18e (28.25) Serie: 9e (61.25) Q                              |
| Sean Taylor      | halfpipe (m)   | 11e       | Finale: 11e (49.25) Halve finale: 6e (67.00) QF Serie: 7e (60.50) QS |